# Miss Brasil Supranacional
Miss Brasil Supranational trata-se de um título dado a uma candidata brasileira para que esta dispute a coroa e a faixa de Miss Supranational. O Brasil participa do evento internacional desde seu primeiro ano, mas só houve realmente uma competição à nível nacional em 2014, sob a coordenação do empresário Luiz Roberto Kauffmann. Após o concurso, as candidatas passaram a ser indicadas pela organização do "Concurso Nacional de Beleza" sob a gestão dos irmãos Henrique e Marina Fontes. A atual detentora do título é a capixaba Eduarda Braum. Vencedora da última edição do Miss supranacional, onde trouxe a primeira coroa do concurso para o Brasil.

## Coordenações
Estiveram a frente do envio das candidatas brasileiras as seguintes organizações:
| Período      | Organização                      | Key people               |
| ------------ | -------------------------------- | ------------------------ |
| 2009 a 2013  | MMB Produções & Eventos          | Henrique Fontes          |
| 2014 a 2016  | Miss Brasil Model Entretenimento | Luiz Roberto Kauffmann   |
| 2017 a atual | Concurso Nacional de Beleza      | Henrique & Marina Fontes |

## Representantes
A candidata tornou-se Miss Supranational.
     A candidata parou entre as finalistas do concurso.
     A candidata parou entre as semifinalistas do concurso.
| Ano  | Estado                                                               | Representante                                                        | Origem                                                               | Colocação                                                            | Ref.   |
| ---- | -------------------------------------------------------------------- | -------------------------------------------------------------------- | -------------------------------------------------------------------- | -------------------------------------------------------------------- | ------ |
| 2009 | Paraná                                                               | Karine Louise Osório Pires                                           | Ponta Grossa, PR                                                     | Semifinalista (Top 15)                                               | [ 2 ]  |
| 2010 | Minas Gerais                                                         | Luciana Sílvia de Souza Reis                                         | Belo Horizonte, MG                                                   | Semifinalista (Top 10)                                               | [ 3 ]  |
| 2011 | Pará                                                                 | Suymara Barreto Parreira                                             | Belém, PA                                                            | Semifinalista (Top 20)                                               | [ 4 ]  |
| 2012 | São Paulo                                                            | Mariane Silvestre Vicente                                            | Araraquara, SP                                                       |                                                                      | [ 5 ]  |
| 2013 | Rio Grande do Sul                                                    | Raquel de Oliveira Benetti                                           | São Francisco de Paula, RS                                           | Semifinalista (Top 10)                                               | [ 6 ]  |
| 2014 | Bahia                                                                | Adriana Camila "Milla" Vieira                                        | São Paulo, SP                                                        |                                                                      | [ 7 ]  |
| 2015 | São Paulo                                                            | Amanda Portilho Gomes                                                | Jaú, SP                                                              |                                                                      | [ 8 ]  |
| 2016 | Paraná                                                               | Clóris Ioanna Junges de Souza                                        | Curitiba, PR                                                         | Semifinalista (Top 25)                                               | [ 9 ]  |
| 2017 | Distrito Federal                                                     | Thayná Souza de Lima                                                 | Brasília, DF                                                         | Semifinalista (Top 25)                                               | [ 10 ] |
| 2018 | Pará                                                                 | Bárbara Reis                                                         | Novo Repartimento, PA                                                | Semifinalista (Top 10)                                               | [ 11 ] |
| 2019 | São Paulo                                                            | Fernanda Souza                                                       | São Paulo, SP                                                        |                                                                      | [ 12 ] |
| 2020 | Concurso não realizado em 2020 devido a pandemia global de Covid-19. | Concurso não realizado em 2020 devido a pandemia global de Covid-19. | Concurso não realizado em 2020 devido a pandemia global de Covid-19. | Concurso não realizado em 2020 devido a pandemia global de Covid-19. | [ 13 ] |
| 2021 | Distrito Federal                                                     | Deise Benício                                                        | São Rafael, RN                                                       | Semifinalista (Top 24)                                               | [ 14 ] |
| 2022 | Paraná                                                               | Giovanna Reis                                                        | Cascavel, PR                                                         | Semifinalista (Top 24)                                               | [ 15 ] |
| 2023 | Rio Grande do Sul                                                    | Sancler Frantz                                                       | Arroio do Tigre, RS                                                  | 3°. Lugar                                                            |        |
| 2024 | Tocantins                                                            | Isadora Murta                                                        | Belo Horizonte, MG                                                   | 4º. Lugar                                                            |        |
| 2025 | Espírito Santo                                                       | Eduarda Braum                                                        | Afonso Cláudio, ES                                                   | MISS SUPRANACIONAL 2025                                              | [ 16 ] |

- Como a grande maioria das representantes brasileiras ao concurso foram indicadas, o título entra na contagem para seu respectivo Estado de origem. Exceto em 2014 e em 2021, quando houve concurso. O título da paulista Milla Vieira foi contabilizado para a Bahia em 2014 e o título da potiguar Deise Benício foi contabilizado para o Distrito Federal em 2021.
- Curiosamente, todas as candidatas nascidas no Estado de São Paulo (incluindo Milla em 2014) não se classificaram na disputa internacional.

### Prêmios especiais
- Melhor Traje Típico: Suymara Barreto (2011)
- Modelo supra do ano: Bárbara Reis (2018)
- Supramodel das Américas: Bárbara Reis (2018)
- Supra Next Top Model: Bárbara Reis (2018)
- Rainha das Américas:  Karine Osório (2009)  ·  Raquel Benetti (2013)  ·  Bárbara Reis (2018)  ·  Deise Benício (2021)
- Miss Supra Influencer:  Sancler Frantz (2023)
- (Top 11) Miss Elegância: Deise Benício (2021)
- (Top 15) Miss Elegância: Giovanna Reis (2022)
- (Top 5) Miss influencer Opportunity: Isadora Murta (2024)
- (Top 10) Modelo Supra do ano: Eduarda Braum (2025)
- (Top 20) Miss influencer Opportunity: Eduarda Braum (2025)

### Edições
1. Miss Brasil Supranational 2014
2. Miss Brasil Supranational 2021
3. Miss Brasil Supranational 2022

## Conquistas

### Por Estado

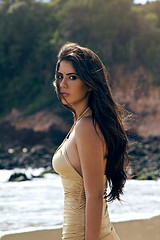
A detentora do título de 2021, Deise Benício.

| Título | Estados           | Vitórias         |
| ------ | ----------------- | ---------------- |
| 3      | Paraná            | 2009, 2016, 2022 |
| 3      | São Paulo         | 2012, 2015, 2019 |
| 2      | Rio Grande do Sul | 2013, 2023       |
| 2      | Distrito Federal  | 2017, 2021       |
| 2      | Pará              | 2011, 2018       |
| 1      | Espírito Santo    | 2025             |
| 1      | Tocantins         | 2024             |
| 1      | Bahia             | 2014             |
| 1      | Minas Gerais      | 2010             |

### Por Região
| Vitória | Região       | Último estado |
| ------- | ------------ | ------------- |
| 5       | Sudeste      | (2025)        |
| 5       | Sul          | (2023)        |
| 3       | Norte        | (2024)        |
| 2       | Centro-Oeste | (2021)        |
| 1       | Nordeste     | (2014)        |